# Ілфовень
Ілфовень, Ілфовені (рум. Ilfoveni) — село у повіті Димбовіца в Румунії. Входить до складу комуни Нучет.
Село розташоване на відстані 60 км на північний захід від Бухареста, 13 км на південний схід від Тирговіште, 149 км на північний схід від Крайови, 92 км на південь від Брашова.

## Населення
За даними перепису населення 2002 року у селі проживали 545 осіб, з них 544 особи (99,8%) румунів. Усі жителі села рідною мовою назвали румунську.